# Mercedes D.I
Il Mercedes D.I era un motore aeronautico a sei cilindri in linea raffreddato a liquido, prodotto dall'azienda tedesca Daimler-Motoren-Gesellschaft negli anni dieci del XX secolo.
Introdotto nel 1913, equipaggiò numerosi velivoli, principalmente ad uso bellico durante la prima fase della prima guerra mondiale, venendo velocemente sostituito quando si resero disponibili modelli in grado di erogare una potenza superiore.

## Storia del progetto
Nei primi anni dieci del XX secolo lo sviluppo dell'aeronautica stava iniziando ad abbandonare la sua prima fase pionieristica ed alcune industrie meccaniche, intuendo le potenzialità di questa nuova fascia di mercato, decisero di iniziare a sviluppare una tecnologia dedicata alla produzione di motori espressamente disegnati a tale scopo.
La Daimler-Motoren-Gesellschaft decise di sviluppare una linea di motori commercializzati, come già aveva fatto con le automobili nel primo decennio del secolo, con il marchio Mercedes.

### Sviluppo
La progettazione del motore seguiva un'impostazione convenzionale, con gli elementi caratteristici di un motore a combustione interna a ciclo Otto collegato ad un impianto di raffreddamento a liquido. Per l'architettura si adottò una configurazione a sei cilindri in linea, realizzati in acciaio riuniti in tre blocchi da due cilindri l'uno, imbullonati al basamento. La distribuzione era del tipo a valvole in testa comandata da un albero a camme che riceveva meccanicamente il moto dall'albero a gomiti tramite una serie di ingranaggi ed alberini.
Il motore venne avviato alla produzione in piccola serie nel 1913 ma già nel 1914, le esigenze belliche dovute allo scoppio della prima guerra mondiale crearono l'esigenza di equipaggiare i velivoli da combattimento che sarebbero stati impiegati nel conflitto. L'Idflieg emise in tal senso una convenzione di categorizzazione che assegnava la designazione in numeri romani in base alla fascia di potenza e richiedendo alle aziende meccaniche di fornire nuovi modelli che sarebbero poi stati impiegati nelle varie classi di velivoli.
Il Mercedes D.I era così designato in base alla potenza nominale erogata in ottemperanza alla normativa introdotta dall'Idflieg, in quanto rispondeva alle specifiche del Gruppe I quello che occupava la fascia di potenza di 80 - 100 PS (59 - 73,5 kW).

## Velivoli utilizzatori
Impero tedesco -  Germania
- AEG B.I
- AEG G.I
- Albatros L 9
- Albatros B.I
- Albatros G.I
- Aviatik B.I
- DFW B.I
- Etrich Taube
- Focke-Wulf A 16a
- Fokker D.I
- Halberstadt B.II
- Halberstadt D.I
- Junkers G 23
- LVG B.I
- Rumpler B.I

 Russia
- Lebed XI